# Kassina cassinoides
Kassina cassinoides är en groddjursart som först beskrevs av George Albert Boulenger 1903.  Kassina cassinoides ingår i släktet Kassina och familjen gräsgrodor. IUCN kategoriserar arten globalt som livskraftig. Inga underarter finns listade i Catalogue of Life.